# فیل هارتمن
فیل هارتمن (انگلیسی: Phil Hartman؛ زاده ۲۴ سپتامبر ۱۹۴۸ درگذشته ۲۸ مهٔ ۱۹۹۸) بازیگر، کمدین، فیلم‌نامه‌نویس و طراح گرافیک آمریکایی متولد کانادا بود. هارتمن در برنتفورد، انتاریو، کانادا زاده شد و در ده سالگی خانواده‌اش به ایالات متحده نقل مکان کردند. او پس از فارغ‌التحصیلی از دانشگاه ایالتی کالیفرنیا در نورتریج در رشته گرافیک، جلد آلبوم را برای گروه‌هایی از جمله پوکو و آمریکا طراحی کرد. در سال ۱۹۷۵، او به گروه کمدی Groundlings پیوست و در آنجا به پل روبنز کمک کرد تا شخصیت خود، را توسعه دهد.
از فیلم‌های معروف او می‌توان به بازی در جیرینگ جیرینگ ادامه‌دار، قرار ملاقات دو ناشناس، شیطون‌های کوچولو، سر مخروطی‌ها، گروهبان بیلکو، اسلحه پر ۱، تغییر سریع، حریص و سه رفیق اشاره کرد.

## درگذشت
در ۲۷ مه ۱۹۹۸، همسر فیل هارتمن، برین، به همراه تهیه‌کننده و نویسنده کریستین زاندر، از رستوران ایتالیایی در انسینو، کالیفرنیا بازدید کرد و گفت که «از نظر ذهنی در وضعیت خوبی برخوردار است». آنها مشروب خوردند و پس از بازگشت به خانه، برین و هارتمن مشاجره تندی داشتند و پس از آن او به رختخواب رفت. برین کمی پیش از ساعت ۳:۰۰ بامداد در ۲۸ می ۱۹۹۸ وارد اتاق خواب فیل شد و در حالی که وی خواب بود، یک گلوله بین چشم‌ها، یکی به گلو و یکی به بالای سینه‌اش با اسلحه تفنگ دستی شلیک کرد. و فیل را در سن ۴۹ سالگی به قتل رسانید.
برین سپس به خانه دوستش ران داگلاس رفت و به قتل اعتراف کرد، اما او حرفش را باور نکرد. آنها با اتومبیل‌های جداگانه به خانه برگشتند و او با دوست دیگری تماس گرفت و برای بار دوم اعتراف کرد. با دیدن جسد هارتمن، داگلاس در ساعت ۶:۲۰ صبح با ۹-۱-۱ تماس گرفت، پلیس رسید و داگلاس و دو فرزند خانواده هارتمن را از محل اسکورت کرد، در آن زمان برین خود را در اتاق خواب حبس کرده بود. مدت کوتاهی پس از آن، او در اثر شلیک گلوله به خودش درگذشت.
پلیس اعلام کرد که مرگ هارتمن به دلیل «اختلاف خانگی» بین این زوج بوده‌است. یکی از دوستان گفت «برین در کنترل خشم خود مشکل داشت… او با از دست دادن تعادل عصبی خود، توجه همه را به خودش جلب می‌کرد». یکی از همسایگان خانواده هارتمن به خبرنگار سی‌ان‌ان گفت که این زوج مشکلات زناشویی داشتند. با این حال، بازیگر استیو گوتنبرگ گفت که آنها «یک زوج بسیار خوشحال بودند و همیشه ظاهری متعادل داشتند».